# Brama Żagańska w Szprotawie
Brama Żagańska jedna z dwóch bram miejskich, obok Bramy Głogowskiej, usytuowana w południowej części dawnych murów obronnych na zakończeniu ul. Muzealnej (niegdyś Neustrasse).
Pierwszy raz wspomniana źródłowo w 1330 roku, w XIV wieku nazywana bramą kamienną od zastosowanego materiału budowlanego. Pod koniec XIX wieku od strony południowej dobudowano ozdobne blanki, wmurowano w ścianę znalezione w mieście kamienne kule bombardujące z XV wieku i wymodelowano szprotawski herb. Po 1945 roku w budynku mieściła się filia archiwum państwowego, od 2004 siedziba Muzeum Ziemi Szprotawskiej.
Brama Żagańska jest obiektem badań w programie badawczym "Zamek Szprotawski".

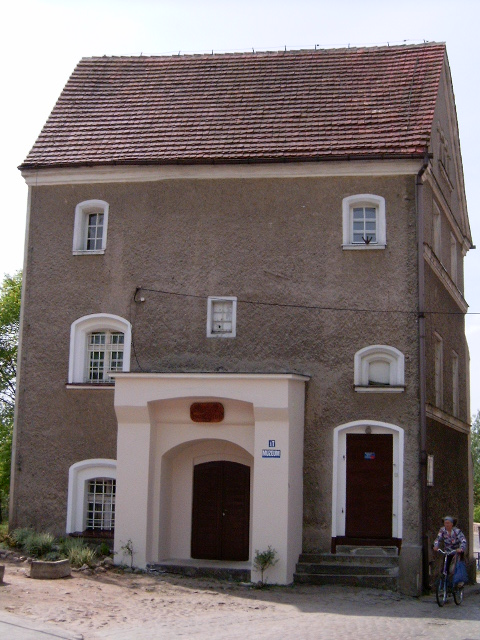
Brama Żagańska w Szprotawie, widok od strony północnej.

## Literatura
- Felix Matuszkiewicz "Geschichte der Stadt Sprottau", 1908
- Maciej Boryna "Tajemnice Szprotawy i okolic", 2001
- Aniela Cichalewska, Maciej Boryna "Historia i architektura Bramy Żagańskiej w Szprotawie, 2013 (ISBN 978-83-930137-3-9)